# Odwal się od kotów: Polowanie na internetowego mordercę
Odwal się od kotów: Polowanie na internetowego mordercę (ang. Don't F**k with Cats: Hunting an Internet Killer) – film dokumentalny z 2019 roku w reżyserii Marka Lewisa zrealizowany przez platformę Netflix w postaci 3-odcinkowego mini-serialu dokumentalnego; film opowiada o przypadku kanadyjskiego mordercy Luki Magnotty.

## Opis
Gdy do sieci trafia nagranie, na którym tajemnicza postać w bluzie z kapturem (Luka Magnotta) zabija dwa koty, społeczność internetowa wpada w szał. Grupa internetowych detektywów-amatorów łączy siły, aby wytropić sprawcę. Rozpoczyna się niebezpieczna gra w kotka i myszkę, a każde kliknięcie zachęca niezrównoważonego prześladowcę do przesyłania jeszcze straszliwszych nagrań, aż w końcu udostępniony zostaje ostatni film. Tym razem ofiarą jest człowiek. Pochłonięty żądzą sławy morderca ściąga na siebie uwagę po publikacji nagrań z kotami z powodu złamania podstawowej zasady społeczności internetowej, która brzmi: „Odwal się od kotów”.

## Części filmu
1. Zabawa w kotka i myszkę (66 minut)
2. Zabić dla klikalności (57 minut)
3. Sieć się zacieśnia (64 minuty)

## Nagrody
2020: Nagroda Emmy dla reżysera filmu Marka Lewisa w kategorii najlepszy scenariusz do filmu nie-fabularnego
2020: Nagroda British Academy Television Craft Awards dla edytora filmu Michaela Harta